# Dramat obyczajowy

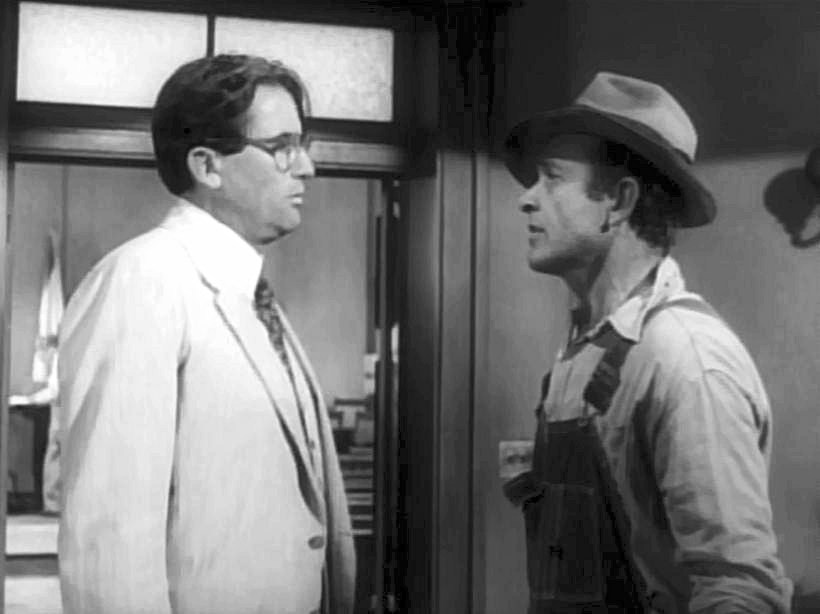
Kadr z filmu Zabić drozda (1962)

Dramat obyczajowy − odmiana fabularnego dramatu filmowego, w którym akcja skupia się wokół jakiegoś problemu czy konfliktu obyczajowego.
Obyczajowość (norma społeczna) dotyczy zawsze jakiejś grupy społecznej, trudno jest więc wyróżnić filmowe dramaty obyczajowe, które jednocześnie nie mogłyby być uznane za dramaty społeczne i odwrotnie. W polskiej literaturze filmowej i mediach funkcjonuje jednak kategoria dramat obyczajowy jako określenie konkretnego gatunku czy odmiany gatunku filmowego. W odniesieniu do definicji gatunku filmu obyczajowego, dramat obyczajowy byłby więc filmem, którego tematyka związana jest z przedstawieniem konfliktu związanego z charakterystycznym sposobem postępowania, zachowaniem społecznym, zwyczajem, nawykiem czy przyzwyczajeniem dotyczącym jakiejś sfery życia, a co za tym idzie obyczajowości (np. religijność, wykonywanie zawodu, uprzedzenia, inwalidztwo).
Do filmów z gatunku dramatu obyczajowego internetowe portale filmowe zaliczają np.: Buntownika z wyboru Gusa Van Santa z 1997, W pogoni za szczęściem Gabriele Muccino z 2006 czy W imię ojca Jima Sheridana z 1993.